# Ahlam Mosteghanemi
Pour les articles homonymes, voir Ahlam.
 (juin 2024).
Si vous disposez d'ouvrages ou d'articles de référence ou si vous connaissez des sites web de qualité traitant du thème abordé ici, merci de compléter l'article en donnant les références utiles à sa vérifiabilité et en les liant à la section « Notes et références ».
Ahlem Mosteghanemi (en arabe : أحلام مستغانمي), née le 13 avril 1953 à Tunis, est une femme de lettres algérienne de langue arabe, connue pour être la femme écrivain la plus lue dans le monde arabe.

## Biographie

### Naissance en exil et retour en Algérie
Ahlem est née à Tunis le 13 avril 1953,. Son père est un militant de l’indépendance algérienne, ayant été contraint à l’exil,. Au lendemain de l’indépendance, elle retourne avec sa famille en Algérie, où son père, intellectuel et humaniste, occupe des hautes fonctions dans le premier gouvernement algérien, et se charge de lancer des campagnes d’alphabétisation sur l’ensemble du territoire et de mettre en œuvre l’autogestion agricole (la redistribution des terres agricoles aux plus démunis).

### Début de polémique
Dans les années 1970, Ahlem, lycéenne, devient célèbre à 17 ans en Algérie en présentant l’émission quotidienne poétique Hamassat, (Chuchotements) à la radio nationale. C’est la dépression puis l’hospitalisation de son père, dues à une tentative d’assassinat contre sa personne pendant les premiers temps du coup d’État de Boumediene en 1965 et au règlement de comptes des anciens compagnons d’armes, qui la poussent surtout à prendre cet emploi pour subvenir aux besoins d’une famille de six personnes, Ahlem étant l’aînée de deux frères et d’une sœur.
En publiant son premier recueil en 1972/1973, Ala marfa al ayam (Au havre des jours), elle se retrouve la première femme à publier un recueil en langue arabe. Il est suivi en 1976 par : Al kitaba fi lahdat ouray (L’écriture dans un moment de nudité). Elle fait alors partie de la première génération qui a étudié en langue arabe, après la politique d'arabisation de l'enseignement imposée dans le pays.

### Le terrain miné de la langue arabe
La langue arabe, vers laquelle l’avait poussé son père francophone comme pour prendre une revanche, lui procure un sentiment de liberté à l’égard de sa famille qui ne maîtrisait pas cette langue fraîchement reconquise. Mais la société post-indépendance n’était pas préparée à voir une jeune fille s’exprimer librement sur l’amour et les problèmes des femmes, encore moins dans la langue du sacré, l’arabe. C’est là que commença sa bataille contre une société redevenue sexiste, qui refusait désormais aux femmes, autrefois combattantes aux côtés des hommes, le droit à l’expression et à la réussite. Ce sera, d’ailleurs, le comité de l’université d'Alger qui, après l'obtention de sa licence de littérature, lui refuse de présenter un doctorat ou d’être assistante, en prétextant sa mauvaise influence auprès des étudiants liée à son anticonformisme. Ce comité étant lui-même membre de l’Union des écrivains, elle est également renvoyée de cette union pour ne pas aborder de sujets assez conformes à la ligne politique de l’époque.

### Mariage et vie à Paris
Elle rencontre à Alger Georges El Rassi, un journaliste libanais ami de l’Algérie, qui préparait à l’époque une thèse sur « l’arabisation et les conflits culturels dans l'Algérie indépendante ». Elle l’épouse en 1976 à Paris, où ils s’installent. Elle poursuit alors ses études universitaires à l'École des hautes études en sciences sociales, d’où elle obtient en 1982 son doctorat en sociologie sur le thème de l’image de la femme dans la littérature algérienne, dans une tentative de comprendre, à partir de la littérature, le malaise de la société algérienne dans le rapport d’homme à femme. Ce doctorat se fait sous la direction de l'orientaliste Jacques Berque, qui le préface.

Pendant les quinze années qu’elle passe à Paris, elle contribue à divers magazines, et, du temps qu’elle vole de sa vie de mère élevant trois garçons en bas âge, se met durant quatre années à écrire des fragments d’un texte qui s’avérera un roman. Elle dit au sujet du passage de la poésie au roman : « Quand on perd un amour on écrit un poème, quand on perd une patrie on écrit un roman ». L’Algérie, en effet, n’a jamais quitté Ahlem, qui dit aussi : « Il y a des pays qu’on habite et d’autres qui nous habitent ».

### Établissement au Liban et révélation

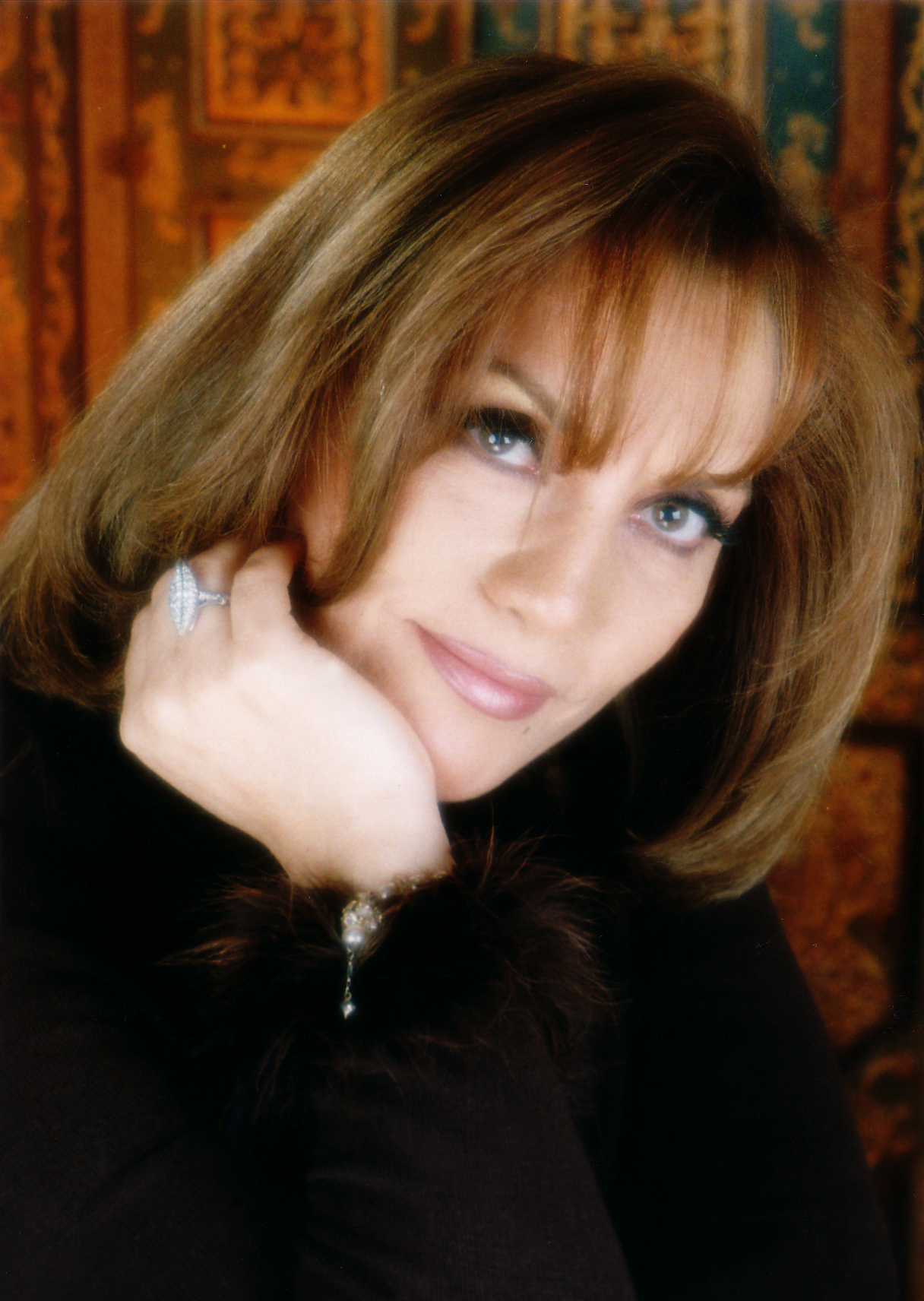
Ahlem Mosteghanemi en 2000

C'est en 1993, quand elle va s’établir au Liban, qu’elle présente son roman, Dhakirat el jassad (Mémoires de la chair), à l’éditeur de la maison Dar al adab. Ce roman connaît un succès dans tout le monde arabe. À travers une histoire d’amour entre un peintre devenu manchot pendant la guerre et la fille de son ancien commandant rencontrée 25 ans après à Paris, il évoque la déception de la génération après la guerre, qui s’avère également la déception de toute la génération arabe de l’époque. Le poète arabe contemporain, Nizar Kabbani, dans une lettre adressée à l’auteur, va jusqu’à dire : « ce livre m’a donné le vertige ; je l’aurais signé si on me l’avait demandé ». Le réalisateur Youssef Chahine, lauréat de la Palme d’or, achète les droits du film avant son décès. Le réalisateur hollywoodien Mustafa Akkad déclare quant à lui qu’un de ses rêves est d’adapter ce film au cinéma ; et le président Ben Bella, ému par la lecture de ce roman, dit de son exil: « Ahlem est un soleil algérien qui illumine le monde arabe ». Ce roman a en outre le mérite d’avoir réconcilié le lecteur arabe avec la langue arabe et avec la lecture.

### Poursuite du succès
Ahlem enchaîne alors les succès littéraires, en commençant par donner deux suites à son roman : Fawda el hawas (Le chaos des sens) en 1997 et  Aber sarir (Passant d’un lit) en 2003, qui deviennent eux aussi des classiques et des best-sellers dans le monde arabe.
En 1998, elle reçoit, pour Mémoires de la chair, le prix Naguib-Mahfouz, fondé par l’université américaine du Caire
En 2010 est publié Nessyan.com (L’art d’oublier), qui est un guide à l’usage des femmes ayant à surmonter une rupture, et qui la rapproche d’un public féminin (le livre porte d’ailleurs avec humour la mention : interdit de vente aux hommes).
Puis en 2012 est publié un nouveau roman : El aswad yalikou biki (Le noir te va si bien). L’histoire évoque la lutte d’une jeune enseignante algérienne dont le père, un chanteur, est tué par les terroristes qui, dans les années 1990, s’opposent à l’art et à la joie. En chantant aux funérailles de son père, cette fille, à laquelle il était auparavant interdit de parler, transporte la foule par sa voix. Elle commence alors une carrière de chanteuse en défi au terrorisme, et est forcée à un exil pendant lequel un mystérieux homme riche tente de la séduire. Elle fera alors également face au terrorisme de l’argent, de l’amour et des médias. Le lancement de ce roman fut un grand événement littéraire et médiatique (l’écrivain rejoindra à cette occasion le groupe Hachette, qui acquit le droit de publier l’ensemble de ses œuvres).

### Combats et influence
Durant plus de 35 ans, et tout en enrichissant la littérature arabe d’œuvres sentimentales et poétiques, Ahlem veut mener à travers son écriture un combat contre la corruption, les injustices, les régimes totalitaires, l’intégrisme, les nouvelles formes de colonisation et le dénigrement du droit des femmes. Ses œuvres ont une influence certaine dans le monde arabe ; et le magazine Forbes, en 2006, la désigne comme étant : « La romancière arabe ayant le plus de succès, et une des dix femmes les plus influentes dans le monde arabe »,.

## Œuvres
- Ala Marfa Al Ayam (Au havre des jours), 1973.
- Kitaba Fi Lahdat Ouray (Écriture dans un moment de nudité), 1976.
- Algérie, femmes et écriture, préface de Jacques Berque, 1985, réédité chez Harmattan en 2000.
- Zakirat El Jassad (Mémoires de la chair), publié par Dar Al Adab en 1993, Prix Naguib Mahfouz et Prix Nour de la meilleure œuvre féminine en langue arabe, traduit chez Albin Michel en 2002.
- Fawda El Hawas (Le Chaos des sens), publié chez Dar Al Abad en 1997, traduit chez Albin Michel, 2006.
- Aber Sarir (Passager d’un lit), publié chez Dar Al Adab en 2003.
- Nessyan.com (L’Art d’oublier), publié chez Dar Al Adab en 2009.
- El aswad yalikou biki (Le Noir te va si bien), Hachette-Antoine, 2012.
- Les Femmes ne meurent plus d'amour, Hachette-Antoine, 2018.
- Shahiyyan ka firâq, Hachette-Antoine, 2018.

## Prix et distinctions

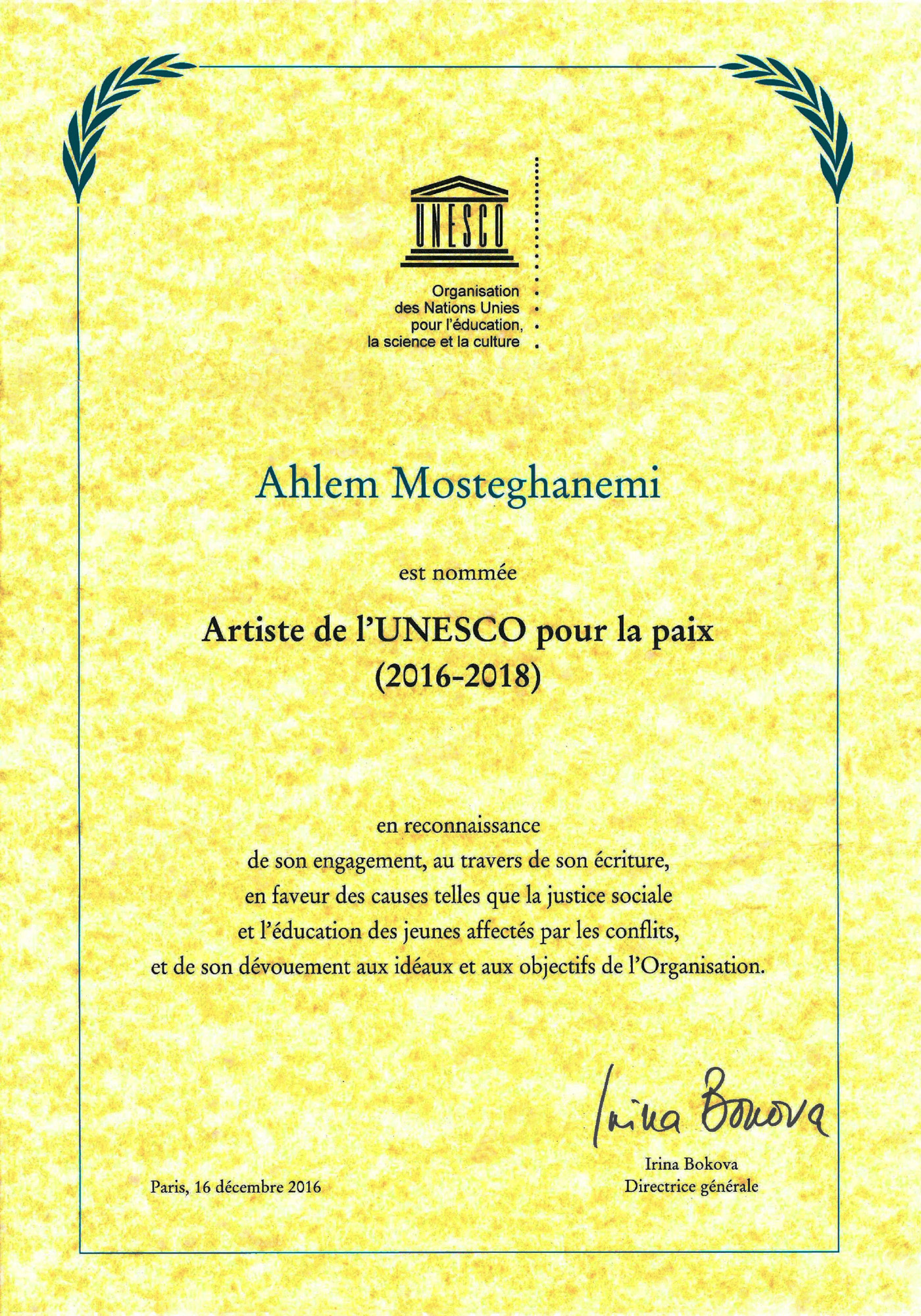
Titre d'Artiste de l'UNESCO pour la paix d'Ahlem Mosteghanemi.

- Prix de la fondation Nour pour la créativité féminine en 1996 au Caire.
- Prix Naguib-Mahfouz pour Zakirat El Jassad (Mémoires de la chair) en 1998.
- Médaille de créativité d’Aman en 1999.
- Femme écrivain arabe ayant le plus de succès avec plus de 2 300 000 exemplaires de ses œuvres vendues, et une des dix femmes ayant le plus d’influence dans le monde arabe, par Forbes Magazines en 2006.
- Médaille de l’appréciation et de la gratitude de la fondation Sheikh Abdelhamid Ben Badis en 2006 à Constantine.
- Médaille d’honneur des mains du président Bouteflika en 2006.
- Personnalité culturelle de l’année 2007 par la presse algérienne.
- Bouclier de la fondation Al Jimar pour la créativité arabe en 2007 à Tripoli.
- Bouclier de Beyrouth du maire de la ville à l’occasion du lancement de "Nessyane.com" (l’Art d’oublier), au palais de l’Unesco en 2009.
- Artiste de l’UNESCO pour la paix par Irina Bokova, directrice de l’organisation, le 16 décembre 2016[6].

À l’occasion de la publication du dernier volume de sa trilogie en anglais par Bloomsbury Publishing, le président Bouteflika adresse à Ahlem Mosteghanemi le 27 avril 2016 une lettre de félicitation publique, lue à l’ouverture du journal de 20 heures en Algérie.
- Djadir de l'ordre du Mérite national d'Algérie.